# Орлеанський дім
Орлеанський дім (фр. Maison d'Orléans) — назва гілки французької династії Бурбонів, що правила  Орлеанським герцогством. У 1830—1848 роках представник дому, Луї-Філіпп I, був королем Франції під час так званої Липневої монархії.

## Історія

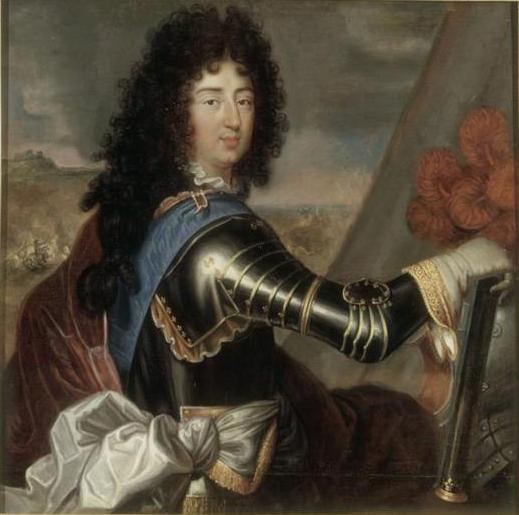
Філіпп I Орлеанський — родоначальник Орлеанського дому

### Заснування
10 травня 1661 року король Франції Людовик XIV віддав Орлеанське герцогство своєму братові Філіппу. Герцог Філіпп I став засновником Орлеанської гілки династії Бурбонів.

### Орлеанське герцогство
Філіпп I (правив 1661—1701) одружувався двічі. Від першого шлюбу з Генрієттою Стюарт мав двох дочок: Марію Луїзу, дружину іспанського короля Карла II Габсбурга, та Анну Марію, дружину савойського герцога Віктора Амадея II. Від другого шлюбу з Єлизаветою-Шарлоттою Пфальцькою мав сина Філіппа II — наступного герцога Орлеанського.

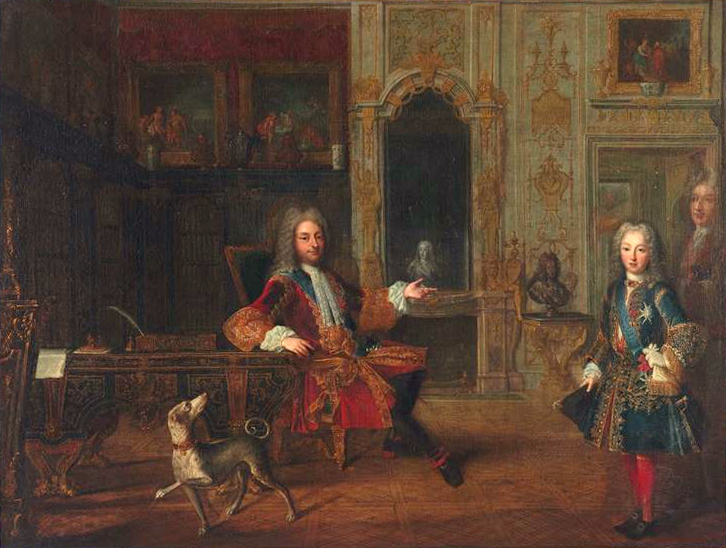
Король Франції Людовик XV та його регент — Філіпп II Орлеанський

Філіпп II Орлеанський (правив 1701—1723) відомий як регент при малолітньому королі Людовику XV у 1715—1723 роках. Брав участь у війні за іспанську спадщину, претендуючи на іспанський престол замість небожа Філіпа V, через що посварився з Людовиком XIV. Увійшовши у Мадрид 1708 року, Філіпп II намагався стати королем Іспанії, проте був відкликаний з походу до Франції. Помер 1723 року.
Від шлюбу з позашлюбною дочкою Людовика XIV Франсуазою-Марією Філіпп II мав сина Людовика I (1723—1752), який змінив його на престолі герцога Орлеанського.
Наступником Людовика I став Луї-Філіпп I (правив 1752—1785). Він відомий тим, що першим у Франції зробив щеплення собі та дітям від натуральної віспи.
Луї-Філіпп I мав сина Луї-Філіппа II (правив 1785—1793), відомого як Філіпп Егаліте. Луї-Філіпп II вітав Велику Французьку революцію, відмовився від усіх своїх титулів, взяв прізвище Егаліте та проголосив себе звичайним громадянином, став якобінцем, проте був страчений 1793 року за рішенням Національного конвенту.
Після смерти Луї-Філіппа II герцогом Орлеанським став Луї-Філіпп III, який також був якобінцем, як і батько, і називав себе «королем-громадянином».

### На престолі Франції

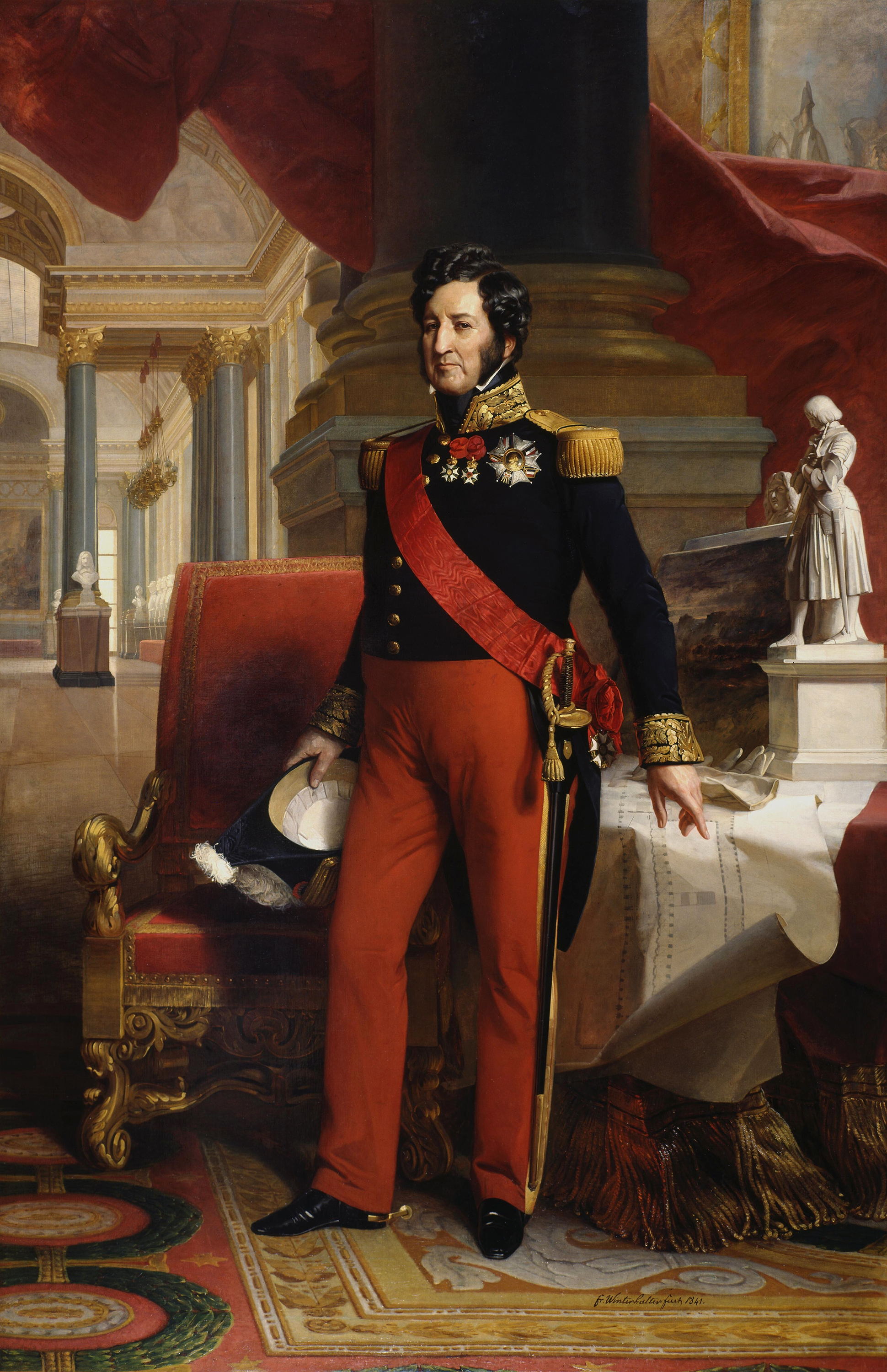
Луї-Філіпп I, король Франції

В липні 1830 року у Франції відбулася Липнева революція. Було повалено династію Бурбонів на чолі з королем Карлом X. Натомість на престол Франції зійшов герцог Орлеанський Луї-Філіпп III. Як король Франції він відомий як Луї-Філіпп I.
Під час правління Луї-Філіппа у Франції швидко розвивалася промисловість, але збільшувалося збідніння робітничого класу. При цьому в країні існувала висока цензура.
Революція, яка відбулася у Франції в лютому 1848 року, призвела до повалення Луї-Філіппа I та проголошення Другої республіки.

### Після повалення
Внаслідок революції 1848 року Луї-Філіпп I емігрував до Великої Британії, де помер у 1850 році.
Луї-Філіпп I мав старшого сина Фердинанда Філіппа, який помер у 1842 році. Він, у свою чергу, мав двох синів: Філіппа та Роберта. Граф Паризький Фердинанд Філіпп після смерти діда, Луї-Філіппа I, у 1850 році до своєї смерти у 1894 році вважався претендентом на престол Франції. Ідею відновлення французької монархії на чолі з Фердинандом Філіппом просували орлеаністи.
Після смерти Фердинанда Філіппа у 1894 році претендентом на французький престол став його син Філіпп. Після його смерти у 1926 році Орлеанський дім очолив його двоюрідний брат, син герцога Шартрського Роберта Жан.

## Сучасність

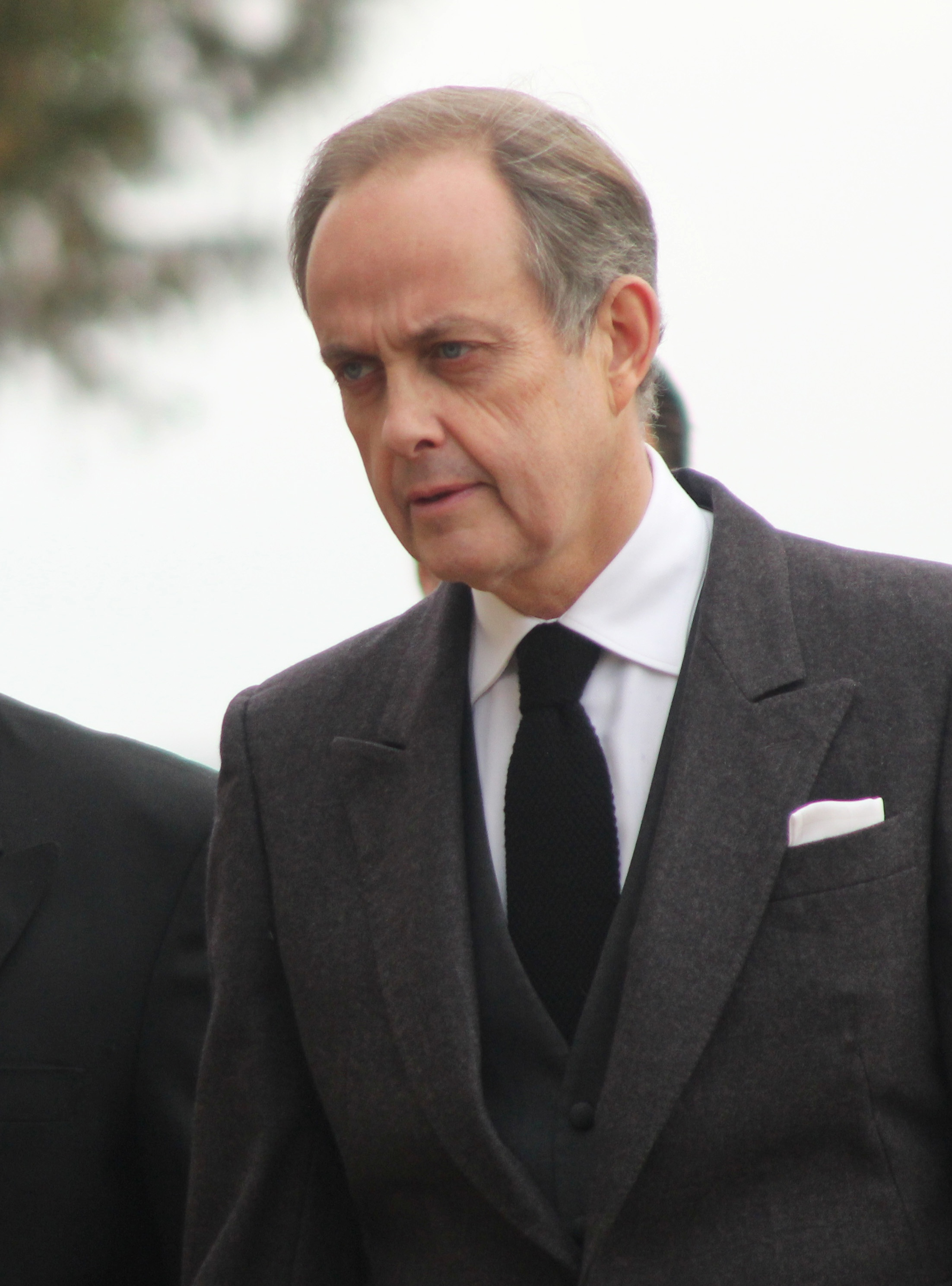
Жан Орлеанський (1965)

Чинним головою Орлеанського дому та претендентом на престол Франції є принц Жан.
Орлеанський дім має дві інші гілки:
- Орлеанські-Браганса — нащадки другого сина короля Луї-Філіппа I Луї, герцог де Немур[en], старший син якого, Луїс Філіпе Гастон ді Орлеанс, одружився з дочкою імператора Бразилії Педру II Ізабеллою; наразі гілка розділена на дві, які претендують на бразильський престол;
- Орлеанські-Галліера — нащадки четвертого сина Луї-Філіппа I Антуана[en]; до 1997 року мали титул інфантів Іспанії.

## Список правителів

### Герцогство Орлеанське
| Ім'я           | Портрет | Початок правління | Кінець правління  | Примітки                                             |
| -------------- | ------- | ----------------- | ----------------- | ---------------------------------------------------- |
| Філіпп I       |         | 10 травня 1661    | 9 червня 1701     | Син Людовика XIII, короля Франції, брат Людовика XIV |
| Філіпп II      |         | 9 червня 1701     | 2 грудня 1723     | Син Філіппа I, претендент на іспанську корону        |
| Людовик I      |         | 2 грудня 1723     | 4 лютого 1752     | Син Філіппа II                                       |
| Луї-Філіпп I   |         | 4 лютого 1752     | 18 листопада 1752 | Син Людовика I                                       |
| Луї-Філіпп II  |         | 18 листопада 1785 | 8 вересня 1792    | Син Луї-Філіппа I                                    |
| Луї-Філіпп III |         | 8 вересня 1792    | 26 серпня 1850    | Син Луї-Філіппа II. Як король Франції — Луї-Філіпп I |

### Французьке королівство
| Ім'я         | Портрет | Початок правління | Кінець правління | Примітки                                                                                                  |
| ------------ | ------- | ----------------- | ---------------- | --- |
| Луї-Філіпп I |         | 9 серпня 1830     | 24 лютого 1848   | Син Луї-Філіппа II, герцога Орлеанського. Як герцог Орлеанський — Луї-Філіпп III. Останній король Франції |